# Sarah Siddons
Sarah Siddons, cuyo verdadero era Sarah Kemble (Brecon, Gales, 5 de julio de 1755 - Londres, Inglaterra, 8 de junio de 1831), fue una actriz de teatro británica del siglo XVIII, conocida especialmente por su actuación en tragedias. Sus hermanos eran John Philip Kemble, Charles Kemble, Stephen Kemble, Ann Hatton y Elizabeth Whitlock.
Fue muy conocida por su caracterización del personaje de Shakespeare, Lady Macbeth, de la obra Macbeth.

## Biografía

### Juventud y vida personal
Nació con el nombre de Sarah Kemble, siendo la hija mayor de Roger Kemble, director de una compañía ambulante en la que trabajaban casi todos los miembros de su familia.
Por aquel entonces, el trabajo de actriz no era una profesión respetable para una mujer, por lo que sus padres inicialmente desaprobaron su elección de la profesión.
Comenzó trabajando como ama de llaves en casa de Lady Greathead, en Guy's Cliffe House, Coventry Road, Warks. 
En 1773, a los 18 años, se casó con William Siddons, actor. Su vida familiar fue menos afortunada que la profesional. Tuvo siete hijos, pero solo dos la sobrevivieron. Su matrimonio terminó en una separación informal.

### Carrera
Dotada de gran belleza, se distinguió por su talento interpretativo. Actriz trágica, no tan brillante en la comedia y en posesión de una inteligencia muy viva y profunda, se identificaba plenamente con los personajes que interpretaba.
En 1774, Siddons alcanzó su primer éxito como Belvidera, en la obra de Thomas Otway, Venice Preserved. Esto atrajo la atención de David Garrick, que envió a su ayudante para ver su personaje de Calista en la obra Fair Penitent de Thomas Rowe. Fue invitada a actuar en Drury Lane. Sin embargo, y debido a su falta de experiencia, sus primeras actuaciones como Porcia, en El Mercader de Venecia, de Shakespeare, no fueron bien recibidas, por lo que recibió una carta del director de Drury Lane en la que la dispensaba de sus futuros servicios. 
En 1777, comenzó a hacer el circuito de provincias. Durante los siguientes seis años trabajó en compañías teatrales provinciales (sobre todo en York y Bath), consiguiendo una reputación de forma gradual, y su siguiente aparición en Drury Lane el 10 de octubre de 1782 fue muy distinta a las anteriores. Fue una sensación cuando interpretó al papel principal de la adaptación de la novela de Thomas Southerne, Isabella, or The Fatal Marriage.

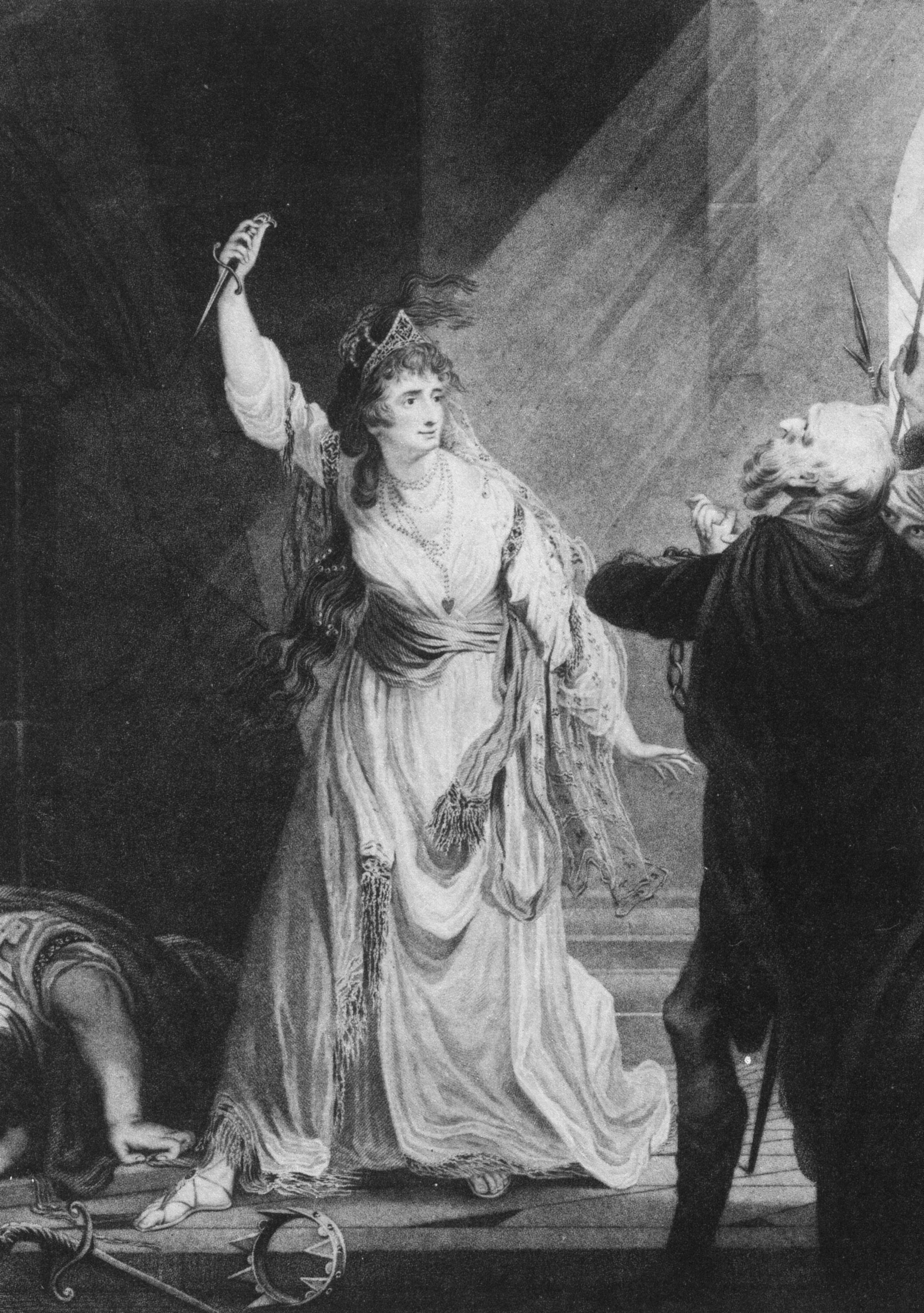
Sarah Siddons como Eufrasia en la obra The Grecian Daughter de Arthur Murphy, en el Teatro Real, Drury Lane, en 1782.

Su papel más famoso fue el de Lady Macbeth debido a la grandeza con la que expresaba sus emociones y las pasiones asesinas del personaje, logrando llegar al público y dejar extasiados a los espectadores. En ese personaje encontró el mejor trampolín sobre el que poder desplegar sus habilidades interpretativas. Sarah Siddons era una mujer alta y tenía una figura llamativa, una belleza brillante y unos ojos poderosamente expresivos, además de una dignidad soleme que le permitía reclamar ese personaje para sí misma.
Tras ese personaje interpretó a Desdémona, en Otelo; Rosalinda, en Como gustéis; Ofelia, en Hamlet; y Volumina, en Coroliano, todos con gran éxito. Sin embargo, fue interpretando a la Reina Catalina en Enrique VIII que encontró un personaje que se adaptaba casi tan bien a sus capacidades interpretativas como Lady Macbeth.
Fue el comienzo de veinte años en el que fue la reina de Drury Lane. Su grado de celebridad ha recibido epítetos como "mítico" o "monumental", y hacia mediados de los años 1780, Siddons fue encumbrada al estatus de icono cultural. Se relacionó con las élites sociales y literarias de la sociedad londinense, relacionándose con personajes como Samuel Johnson, Edmund Burke,  Hester Thrale Piozzi, o William Windham.
En 1802 dejó Drury Lane y comenzó a aparecer de forma esporádica en un teatro rival, el Royal Opera House. Fue en ese teatro, el 29 de junio de 1812, cuando protagonizó la que posiblemente sea una de las mayores actuaciones teatrales de la historia. Interpretaba su papel más famoso, Lady Macbeth, y la propia audiencia se negó a que la función continuase tras la última escena en la que Siddons intervenía. Eventualmente, y tras un aplauso tumultuoso del público, el telón volvió a levantarse y la actriz apareció sentada con su propia ropa para pronunciar un emocionante discurso de despedida ante la audiencia, que duró ocho minutos.
Siddons se retiró formalmente de los escenarios esa noche, si bien reapareció para algunas actuaciones en ocasiones especiales. Su última aparición fue el 9 de junio de 1819, en el papel de Lady Randolph, de la obra Douglas de John Home.
Sarah Siddons murió en 1831, en Londres, y fue enterrada en esa ciudad, en el Cementerio de Saint Mary, en Paddington Green.